# David Bradley (attore 1942)
David Bradley (York, 17 aprile 1942) è un attore britannico.
È noto soprattutto per il ruolo di Argus Gazza nella saga di Harry Potter e per quello di Walder Frey nello show televisivo Il Trono di Spade.

## Biografia
Bradley nasce a York il 17 aprile 1942. Debutta come attore nel 1971, quando appare per la prima volta in televisione nella commedia Nearest and Dearest, interpretando un poliziotto. Prolifico interprete teatrale e membro della Royal Shakespeare Company, nel 1991 Bradley è premiato con il Laurence Olivier Theatre Award per il suo ruolo di attore non protagonista in Re Lear al Royal National Theatre.
Nel 1996 Bradley interpreta Eddie Wells, l'immaginario lavoratore membro del parlamento nella premiata serie della BBC Two Our Friends in the North. Altre apparizioni televisive includono il dramma musicale Blackpool (2004) su BBC One, l'interpretazione nel 2006 del padre di Sweeney Todd, insieme a Ray Winstone, nel dramma della BBC, la sitcom televisiva Ideal anch'essa della BBC in cui interpreta la parte del feroce boss Stemroach, e una piccola parte in un episodio della serie Taggart. Nel 1999 partecipa al film Il giardino di mezzanotte con Joan Plowright.
Dal 2001 al 2011 appare sul grande schermo nella popolare serie cinematografica di Harry Potter, in cui interpreta il ruolo di Argus Gazza, l'odioso guardiano della scuola di magia di Hogwarts.
Nel 2002 appare in Quando verrà la pioggia.
Nel 2008 appare in un adattamento televisivo dei romanzi di Terry Pratchett, prodotto dalla The Mob Film Company per Sky One, Il colore della magia e La luce fantastica, con il ruolo di Cohen il Barbaro, e anche nel film Daisy vuole solo giocare.
Dal 2011 al 2017, appare in televisione nella serie della HBO Il Trono di Spade, interpretando Walder Frey. Nel 2013, in onore delle celebrazioni del 50º anniversario della serie televisiva della BBC Doctor Who, interpreta William Hartnell nel docudrama Un'avventura nello spazio e nel tempo, impersonando il primo attore protagonista della fortunata serie.
Dal 2014 al 2017 è Abraham Setrakian, uno dei personaggi principali della serie televisiva horror The Strain, ideata da Guillermo del Toro e Chuck Hogan.
Nel 2014 conquista il British Academy Television Awards come miglior attore non protagonista per Broadchurch.
Ad aprile 2017, la BBC conferma l'attore per il ruolo del Primo Dottore nello special natalizio della decima stagione che segnerà la rigenerazione del Dodicesimo Dottore, interpretato da Peter Capaldi, con un breve cameo nell'ultimo episodio della decima stagione. Riprende brevemente il ruolo del Primo Dottore anche nel 2022, per lo speciale del centenario della BBC, The Power of the Doctor, che presenta anche l'addio di Jodie Whittaker nel ruolo del Dottore.

## Filmografia parziale

### Cinema
- Left Luggage, regia di Jeroen Krabbé (1998)
- Il giardino di mezzanotte (Tom's Midnight Garden), regia di Willard Carroll (1999)
- Harry Potter e la pietra filosofale (Harry Potter and the Philosopher's Stone), regia di Chris Columbus (2001)
- Harry Potter e la camera dei segreti (Harry Potter and the Chamber of Secrets), regia di Chris Columbus (2002)
- Nicholas Nickleby, regia di Douglas McGrath (2002)
- Harry Potter e il prigioniero di Azkaban (Harry Potter and the Prisoner of Azkaban), regia di Alfonso Cuarón (2004)
- Harry Potter e il calice di fuoco (Harry Potter and the Goblet of Fire), regia di Mike Newell (2005)
- Harry Potter e l'Ordine della Fenice (Harry Potter and the Order of the Phoenix), regia di David Yates (2007)
- Hot Fuzz, regia di Edgar Wright (2007)
- Daisy vuole solo giocare (The Daisy Chain), regia di Aisling Walsh (2008)
- Harry Potter e il principe mezzosangue (Harry Potter and the Half-Blood Prince), regia di David Yates (2009)
- Harry Brown, regia di Daniel Barber (2009)
- Another Year, regia di Mike Leigh (2010)
- Harry Potter e i Doni della Morte - Parte 2 (Harry Potter and the Deathly Hallows Part 2), regia di David Yates (2011)
- Captain America - Il primo Vendicatore (Captain America: The First Avenger), regia di Joe Johnston (2011)
- La fine del mondo (The World's End), regia di Edgar Wright (2013)
- The Young Messiah, regia di Cyrus Nowrasteh (2016)
- The Lodgers - Non infrangere le regole (The Lodgers), regia di Brian O'Malley (2017)
- Await Further Instructions, regia di Johnny Kevorkian (2018)
- Jolt - Rabbia assassina (Jolt), regia di Tanya Wexler (2021)
- Allelujah - Un ospedale in rivolta (Allelujah), regia di Richard Eyre (2022)
- Catherine (Catherine Called Birdy), regia di Lena Dunham (2022)
- Il tuo Natale o il mio? (Your Christmas or Mine?), regia di Jim O'Hanlon (2022)
- Il tuo Natale o il mio 2 (Your Christmas or Mine 2), regia di Jim O'Hanlon (2023)
- Dopo Oliver (Good Grief), regia di Dan Levy (2023)
- Frankenstein, regia di Guillermo del Toro (2025)

### Televisione
- Wild West – serie TV, 12 episodi (2002-2004)
- L'ispettore Barnaby (Midsomer Murders) – serie TV, episodio 7x01 (2003)
- Ideal – serie TV, 6 episodi (2006-2008)
- I Tudors (The Tudors) – serie TV, episodio 3x05 (2009)
- Le avventure di Sarah Jane (The Sarah Jane Adventures) – serie TV, 2 episodi (2010)
- Il Trono di Spade (Game of Thrones) – serie TV, 6 episodi (2011-2017)
- Waking the Dead – serie TV, episodi 9x09-9x10 (2011)
- Mondo senza fine (World Without End) – miniserie TV, 4 episodi (2012)
- Doctor Who – serie TV, 4 episodi (2012-2022)
- Broadchurch – serie TV, 5 episodi (2013)
- Un'avventura nello spazio e nel tempo (An Adventure in Space and Time), regia di Terry McDonough – film TV (2013)
- Silk – serie TV, episodio 3x04 (2014)
- The Strain – serie TV, 41 episodi (2014-2017)
- Beowulf: Return to the Shieldlands – serie TV, episodio 1x05 (2016)
- I Medici (Medici: Masters of Florence) – serie TV, episodio 1x02 (2016)
- Britannia – serie TV, 11 episodi (2018-2021)
- I miserabili (Les Misérables) – miniserie TV, 6 puntate (2018-2019)
- After Life – serie TV, 14 episodi (2019-2022)
- Gangs of London – serie TV, episodi 1x01-3x02 (2020-2025)
- The Responder – serie TV, episodi 1x02-1x05 (2022)

### Doppiaggio
- Trollhunters - I racconti di Arcadia - serie animata (2017-2019)
- I Maghi - I racconti di Arcadia - serie animata, 10 episodi (2020)
- Adventure Time: Terre Lontane - serie animata, 1 episodio (2021)
- Pinocchio di Guillermo del Toro (Guillermo del Toro's Pinocchio), regia di Guillermo del Toro (2022)
- Galline in fuga - L'alba dei nugget (Chicken Run: Dawn of the Nugget), regia di Sam Fell (2023)

## Teatrografia (parziale)
- Cimbelino di William Shakespeare. Royal Shakespeare Theatre di Stratford (1962)
- Morte di un commesso viaggiatore, di Arthur Miller. Vanbrugh Theatre di Londra (1968)
- Riccardo II di William Shakespeare. Old Vic di Londra (1972)
- Peccato che sia una sgualdrina di John Ford. Old Vic di Londra (1973)
- Macbeth di William Shakespeare. Old Vic di Londra (1973)
- La dodicesima notte di William Shakespeare. Old Vic di Londra (1973)
- Il giardino dei ciliegi di Anton Čechov. Old Vic di Londra (1973)
- Le Baccanti di Euripide. Old Vic di Londra (1973)
- Misura per misura, di William Shakespeare. Old Vic di Londra (1973)
- Il mercante di Venezia, di William Shakespeare. The Other Place di Stratford (1978)
- Il racconto d'inverno, di William Shakespeare. The Other Place di Stratford (1978)
- Antonio e Cleopatra di William Shakespeare. The Other Place di Stratford (1978)
- Riccardo III, di William Shakespeare. Aldwych Theatre di Londra (1981)
- Re Lear, di William Shakespeare. Royal Shakespeare Theatre di Stratford (1982)
- La ragazza ruggente, di Thomas Middleton e Thomas Dekker. Royal Shakespeare Theatre di Stratford (1983)
- Il Tartuffo, di Molière. Pit di Stratford (1983)
- Le allegre comari di Windsor, di William Shakespeare. Royal Shakespeare Theatre di Stratford (1985)
- Candelaio, di Giordano Bruno. Barbican Centre di Londra (1985)
- Tre sorelle, di Anton Čechov. Barbican Centre di Londra (1987)
- La tragica storia del Dottor Faust, di Christopher Marlowe. Swan Theatre di Stratford (1989)
- Re Lear, di William Shakespeare. National Theatre di Londra (1990)
- Enrico IV, parte II, di William Shakespeare. Royal Shakespeare Theatre di Stratford (1991)
- Giulio Cesare, di William Shakespeare. Royal Shakespeare Theatre di Stratford (1991)
- Amleto, di William Shakespeare. Barbican Centre di Londra (1992)
- La tempesta, di William Shakespeare. Royal Shakespeare Theatre di Stratford (1993)
- Madre Coraggio e i suoi figli, di Bertolt Brecht. National Theatre di Londra (1995)
- Il ritorno a casa, di Harold Pinter. National Theatre di Londra (1996)
- Fedra, di Jean Racine. Almeida Theatre di Londra (1998)
- Britannico, di Jean Racine. Almeida Theatre di Londra (1998)
- La dodicesima notte, di William Shakespeare. Donmar Warehouse di Londra (2002)
- Tito Andronico, di William Shakespeare. Royal Shakespeare Theatre di Stratford (2003)
- Enrico IV, parte I e Enrico IV, parte II, di William Shakespeare. National Theatre di Londra (2005)

## Riconoscimenti
- BAFTA
  - 2014 – Miglior attore non protagonista per Broadchurch
- Premio Laurence Olivier
  - 1991 – Miglior attore non protagonista per Re Lear
  - 1993 – Candidatura al miglior attore non protagonista per Enrico IV, Parte II
  - 1996 – Candidatura alla miglior performance in un ruolo non protagonista per Enrico IV, parte I e II

## Doppiatori italiani
Nelle versioni in italiano delle opere in cui ha recitato, David Bradley è stato doppiato da:
- Goffredo Matassi in Harry Potter e il prigioniero di Azkaban, Harry Potter e il calice di fuoco, Harry Potter e il principe mezzosangue, Harry Potter e i Doni della Morte - Parte 2
- Carlo Valli ne Il Trono di Spade, The Lodgers - Non infrangere le regole, Il tuo Natale o il mio?, Il tuo Natale o il mio 2
- Bruno Alessandro in Doctor Who (ep. 11x0), The Strain, I miserabili
- Luciano De Ambrosis in Another Year, Broadchurch, Un'avventura nello spazio e nel tempo
- Oliviero Dinelli in Left Luggage, Dopo Oliver
- Dante Biagioni in Nicholas Nickleby, Captain America - Il primo Vendicatore
- Franco Zucca ne I Tudors, Medici
- Luigi Montini ne Il giardino di mezzanotte
- Vittorio Congia in Harry Potter e la pietra filosofale
- Bruno Conti in Harry Potter e la camera dei segreti
- Sandro Iovino in L'esorcista - La genesi
- Domenico Maugeri in Doctor Who (ep. 7x02)
- Antonio Angrisano in Doctor Who (ep. 10x12)
- Gianni Bonagura in Quando verrà la pioggia
- Rodolfo Bianchi in Hot Fuzz
- Maurizio Scattorin in Daisy vuole solo giocare
- Mino Caprio in Waking The Dead
- Emilio Cappuccio in Harry Brown
- Giorgio Lopez ne La fine del mondo
- Pietro Biondi in After Life
- Toni Orlandi in Britannia
- Gianni Quillico in Gangs of London (ep. 1x01)
- Fabrizio Temperini in Gangs of London (ep. 3x02)
- Mario Scarabelli in Jolt - Rabbia assassina
- Gianni Giuliano in Catherine

Da doppiatore è sostituito da:
- Carlo Valli in Trollhunters - I racconti di Arcadia, I Maghi - I racconti di Arcadia
- Bruno Alessandro in Pinocchio di Guillermo del Toro
- Vladimiro Conti in Galline in fuga - L'alba dei nugget